# Gichi-ziibiwininiwag
Kechesebewininewug /Kitchisibiwininiwug, Gichi-ziibiwininiwag, Great River men; naziv došao po rijeci Mississippi/, zvani i Chippewa of the Mississippi, jedna su od deset glavnih skupina Chippewa Indijanaca s gornjeg toka rijeke Mississippi u sjeveroistočnoj Minnesoti. Njihovi potomci danas su poznati kao Mississippi River Band of Chippewa Indians ili jednostavno kao Mississippi Chippewa. Sastojali su se od tradicionalnih bandi: Crow Wing Island, Crow Wing River, Gull Lake, Little Falls, Long Prairie River, Misisagakaniwininiwak ili Mille Lac, Nokay River, Pokegama Lake, Rabbit Lake, Rice Lake, Kahmetahwungaguma ili Sandy Lake, Swan River i Watab River.

## Vanjske poveznice
- Chippewa Indian Divisions